# Devil’s Rock

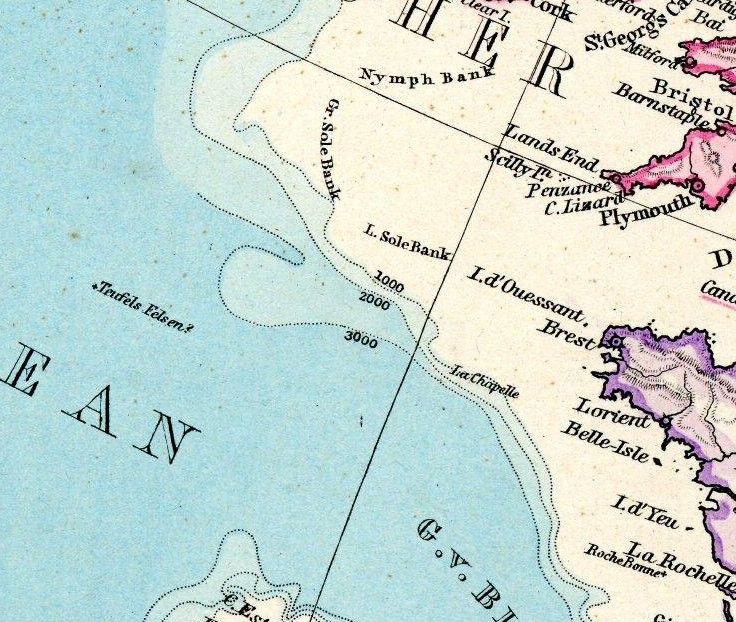
Der „Teufels Felsen“ oder Devil´s Rock in Stielers Handatlas von 1891

Devil’s Rock, auch Devil’s Rocks oder auf deutschen Karten Teufelsfelsen, ist angeblich eine kleine Insel oder ein Fels, vielleicht aber auch nur eine Untiefe oder ein Vigia im östlichen Nordatlantik. Die Phantominsel ist in mehreren Atlanten und Karten des 18. und 19. Jahrhunderts verzeichnet.

## Lage
Für die Position des Teufelsfelsens nennen die meisten Seefahrer Koordinaten überwiegend im Bereich des 46. Breitengrades Nord und des 13. Längengrades West. Das liegt im nordöstlichen Atlantischen Ozean, westlich der Biskaya, ungefähr 900 km von La Rochelle an der französischen Küste entfernt. Leutnant Lee, Kommandeur der Brigg USS Dolphin, gibt in dem Bericht an den Senat der Vereinigten Staaten über seine Forschungsreise abweichend davon die Position 50°10´N 16°00´W an, das liegt rund 700 km nordwestlich von Ouessant. In modernen Seekarten ist in diesen Bereichen keine Untiefe oder Gefahrenstelle ausgewiesen.

## Sichtungen
Es ist nicht bekannt, wer das Schifffahrtshindernis Devil´s Rock, oder auf Deutsch: Teufelsfels, genannt hat. Über Sichtungen des Felsens liegen mehrere Berichte aus dem 18. und 19. Jahrhundert vor. Kapitän Bignon von der Constance hatte 1737 auf der Position 44° 35´ N 13°70’W, 110 Leagues (610 km) WSW von „Ushant“ einen nur wenig aus dem Wasser ragenden Fels beobachtet, an dem sich eine heftige Brandung brach. Auf der Position 46° 24´ N 13° 70´W beobachtete der US-amerikanische Kapitän Thomas aus Havre de Grace (Maryland) am 23. Mai 1764 einen grauen, mit Moos bewachsenen Felsbuckel von 12 Metern Durchmesser, der etwa 1 Meter über die Meeresoberfläche ragte. Es ist wahrscheinlich, dass beide Beobachtungen dasselbe Phänomen beschreiben. Bei den Differenzen in der Position ist zu berücksichtigen, dass der Sextant in einer brauchbaren Ausführung gerade erfunden worden war und hinreichend genau gehende Uhren zur Längengradbestimmung zu jener Zeit nur vereinzelt zur Verfügung standen.
Im 19. Jahrhundert gab es weitere Sichtungen des Teufelsfelsens. Die britische Schnau Brothock unter Captain William Peter verfehlte am 13. November 1818 auf der Fahrt von Schottland nach Rio de Janeiro knapp einen Fels, der etwa „2 feet“ (60 cm) unter der Wasserlinie lag. Die Brothock passierte das Schifffahrtshindernis nur „10 feet“ (3 m) an der Steuerbordseite, auf der Position 46°35´N 13° 70´W.
Lieutenant Sprigg von der Sloop H.M.S. Brisk machte sich gezielt auf die Suche nach dem Devils Rock, da er dessen Existenz bezweifelte. The Nautical Magazine and Naval Chronicle, ein monatlich erscheinendes Journal mit Artikeln und Berichten für Seeleute, veröffentlichte 1842 einen Brief von Leutnant Sprigg zu seinen Beobachtungen:793:

„[…] on the 6th of August [1842], was distant from the Devil Rock at noon thirty-five miles, and doubting its existence, I shaped a course directly for it. At 7 p.m., whilst looking over the taffrail, my attention was suddenly attracted by a change in the colour of the water under the ship´s counter, which had been of a blackish green. On looking over the starboard quarter the change to whitish green was more vivid, extending in a N.N.W. and S.S.E. direction for a mile and a half, its greatest width close to our wake, about three quarters of a mile; having very irregular and intended sites, […] but that it was a shoal, no doubt exists on my mind, or on many that saw it.
Extract of a letter from Lieut. Sprigg, commanding H.M.S. Brisk

[…] war am 6. August mittags zweiundzwanzig Kilometer vom Teufelsfelsen entfernt, und da ich an dessen Existenz zweifelte, steuerte ich direkt darauf zu. Als ich um 19 Uhr über die Heckreling schaute, erregte eine Veränderung der Farbe des Wassers unter dem Heck, das zuvor schwarzgrün gewesen war, plötzlich meine Aufmerksamkeit. Beim Blick über die Steuerbordseite war der Wechsel zu weiß-grün deutlicher zu erkennen. Das [Phänomen] erstreckte sich für anderthalb Meilen in Richtung N.N.W. und S.S.E. mit einer größte Breite von einer dreiviertel Meile unweit unseres Kielwassers, […] aber dass es sich um eine Untiefe handelte, daran besteht für mich kein Zweifel, ebenso für viele, die das sahen.
Auszug aus einem Brief von Leutnant Sprigg, Kommandant der H.M.S. Brisk“

Die von Sprigg ermittelte Position 46°12´ N 15°33´W stimmt ungefähr mit früheren Positionsangaben für den Teufelsfelsen überein.
In derselben Ausgabe des „Nautical Magazine“ ist ein Brief  von Andrew Smith, Kapitän der Brig Mary of Kirkaldy aus Liverpool, veröffentlicht, der die Angaben von Leutnant Sprigg bestätigt. Smith hatte im Jahr zuvor an derselben Stelle eine grüne Verfärbung der See  („green water“) beobachtet und vermutete dort eine Untiefe mit einer Ausdehnung von 140 m Länge von Nord nach Süd.:794

## Devils Rock in Karten und Navigationshandbüchern
Der Devils Rock ist in mehreren Atlanten und Karten des 18. und 19. Jahrhunderts verzeichnet, zum Beispiel:
- Thomas Jefferys: The West-India atlas, or, a compendious description of the West-Indies […]. Robert Sayer, John Bennett, London 1775 mit dem zusätzlichen Vermerk: „Ein Brecher, der 1737 von Brignon gesehen wurde, gleich mit dem Wasser[spiegel], vielleicht der Teufelsfelsen“ (a breaker seen in 1737 by Brignon, even with the Water, perhaps the Devils Rock).
- Ebenso: John Thomson: Chart of North Atlantic Ocean (with tracks of the shipping to West Indies, North America &c.). London 1817.
- Im Navigationshandbuch von John William Norie aus dem Jahr 1819 sind die „Devils Rocks“ auf einer Karte westlich von Ouessant („Ushant“) eingezeichnet. Die beiliegende Tabelle erwähnt die Insel unter der Rubrik: Islands, rocks and shoals in the North Atlantic (Table LVI), mit der Position 46° 24´N 13°10´W.[6] Bemerkenswert ist, dass in der Ausgabe von 1852 desselben Handbuches die Position 46°36´N 13°08`W angegeben ist, immerhin eine Abweichung von rund 22 Kilometern in der geografischen Länge.[7]
- Stielers Hand-Atlas von 1891 als „Teufels Felsen“, allerdings mit einem Fragezeichen versehen.

## Fazit
Auf modernen Seekarten ist der Devils Rock nicht mehr verzeichnet. In diesem Bereich ist eine Meerestiefe von über 4000 m angegeben. Es bleibt ungeklärt, was die Seeleute, durchweg gute Beobachter, gesehen haben. Infrage kommt ein Walrücken, das wäre mit der Höhe des Objektes und seiner Färbung in Einklang zu bringen. Eine weitere mögliche Erklärung wäre eine Erhebung, die durch tektonische Veränderung des Meeresbodens wieder unter der Meeresoberfläche versunken ist.